# Cícero (medida tipográfica)
Cícero é a uma medida tipográfica equivalente a 12 pontos. Assim foi denominado por por Pannartz and Sweynheim em 1468 para a edição das Epistulae ad Familiares (Cartas Familiares) do orador romano Cícero.